# Ekaterina Kulikova
Ekaterina Kulikova (Rusia, 3 de mayo de 1968) es una atleta rusa retirada especializada en la prueba de 4x400 m, en la que consiguió ser campeona mundial en pista cubierta en 1995.

## Carrera deportiva
En el Campeonato Mundial de Atletismo en Pista Cubierta de 1995 ganó la medalla de oro en los relevos de 4x400 metros, llegando a meta en un tiempo de 3:29.29 segundos, por delante de la República Checa (plata) y Estados Unidos.